# Li Kunwu

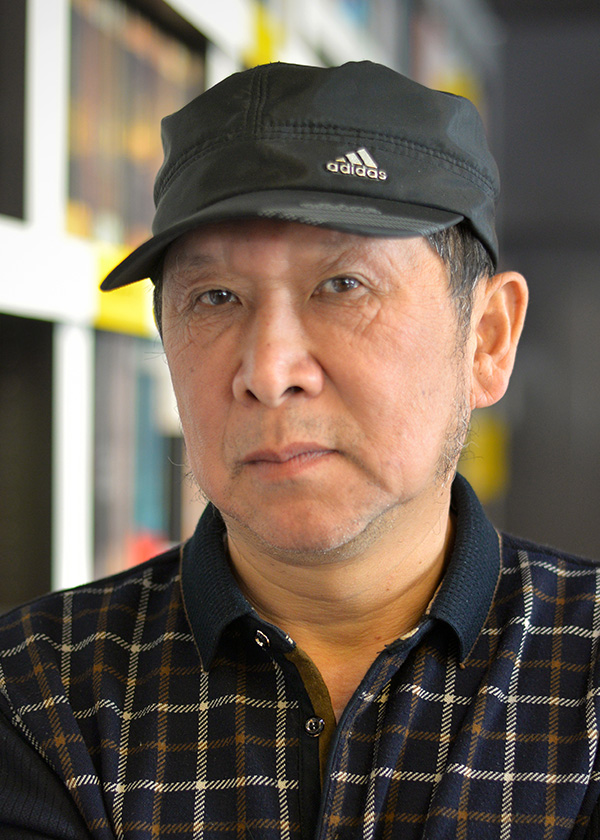
Li Kunwu 2015

Li Kunwu (* 1955 in der Provinz Yunan, China) ist ein chinesischer Comiczeichner.

## Werk
Li Kunwu hat in China schon über 30 Comic-Alben publiziert. Lange Zeit zeichnete er vor allem propagandistische Comics für die Kommunistische Partei.
Aktuell beschäftigt er sich mit ethnographischen Studien über die vielen kulturellen Minoritäten in Yunan. Ein Teil davon ist „Ein Leben in China“, eine Trilogie, die er gemeinsam mit dem französischen Autor Philippe Ôtié schrieb und zeichnete.

### Leben in China
Die dreiteilige Graphic Novel erzählt Chinas Geschichte von der Machtergreifung Maos bis in die Gegenwart aus der Sicht normaler Chinesen und mit einer Fülle erstaunlicher Details. Man kann die chinesisch-französische Kooperation also auch als Vermittlungsversuch der im Westen vorurteilsbehafteten Geschichte des chinesischen Kommunismus interpretieren.
Hauptfigur ist Xiao Li, der zeichnende Sohn eines Funktionärs der kommunistischen Partei Chinas und seine Familie.
Band eins – „Die Zeit meines Vaters“ – umfasst die Zeit von der Machtergreifung Maos 1949 bis zu seinem Tod 1976, insbesondere thematisiert wird der sog. „Große Sprung nach vorn“ und die „große Kulturrevolution“. Xiao Li erlebt die Epoche aus der Perspektive eines Heranwachsenden und als direkt Betroffener.
Band zwei – „Die Zeit der Partei“ – erzählt vom Machtkampf nach Maos Tod ebenso wie von Xiao Lis mehreren Anläufen, Mitglied der kommunistischen Partei zu werden.
Der abschließende Band drei – „Die Zeit des Geldes“ – thematisiert die Zeit nach 1980 und die ungeahnten Veränderungen, welche die «soziale Marktwirtschaft» mit sich bringt. Xiao Li, der «Kleine Li», ist unterdessen zu Lao Li, dem «Alten Li», gereift, arbeitet als Illustrator bei einer großen Zeitung und hat eine Familie gegründet.
Die westlichen Medien nehmen die Trilogie sehr positiv auf. „Die exzellente Graphic Novel“ erschließe dem Leser „ein vielschichtiges Tableau (...) kunstvoller Verzahnung von individueller und allgemeiner Geschichte“ und dürfe zu den „ambitioniertesten Comics der letzten Jahre“ zählen.
„Leidenschaftlich, detailgetreu, lehrreich“ beurteilt der Tagesspiegel die Graphic Novel. Le Monde vermerkt „die Geschichte versucht weder die Realität zu beschönigen, noch ein Melodram zu erzählen. Sie zeigt nur das revolutionäre Chaos.“
Li Kunwu und Philippe Ôtié selbst beschreiben ihre Intentionen so: „Den jüngeren Generationen die wichtigen und fundamentalen Veränderungen spürbar machen, die China in den letzten 50 Jahren durchgemacht hat“.
„Ein Leben in China“ ist nach seiner Veröffentlichung in Frankreich (2009) und dem deutschsprachigen Raum (2012/2013) auch beim Verlag SDX Joint Publishing auch in Hongkong und China erschienen.

## Publikationen
- Mit Philippe Ôtié: Ein Leben in China 1 – Die Zeit meines Vaters. Edition Moderne, Zürich 2012. ISBN 978-3-03731-102-8
- Mit Philippe Ôtié: Ein Leben in China 2 – Die Zeit der Partei. Edition Moderne, Zürich 2013. ISBN 978-3-03731-104-2
- Mit Philippe Ôtié: Ein Leben in China 3 – Die Zeit des Geldes. Edition Moderne, Zürich 2013. ISBN 978-3-03731-105-9
- Lotusfüsse. Edition Moderne, Zürich 2015. ISBN 978-3-03731-137-0
- Die Eisenbahn über den Wolken. Edition Moderne, 2016. ISBN 978-3-03731-147-9 (Reportage über die Geschichte der Yunnan-Bahn)